# زنو کولو
زنو کولو (ایتالیایی: Zeno Colò؛ ۳۰ ژوئن ۱۹۲۰ – ۱۲ مهٔ ۱۹۹۳) اسکی‌باز آلپاین اهل ایتالیا بود.